# 贝儿 (妖怪)

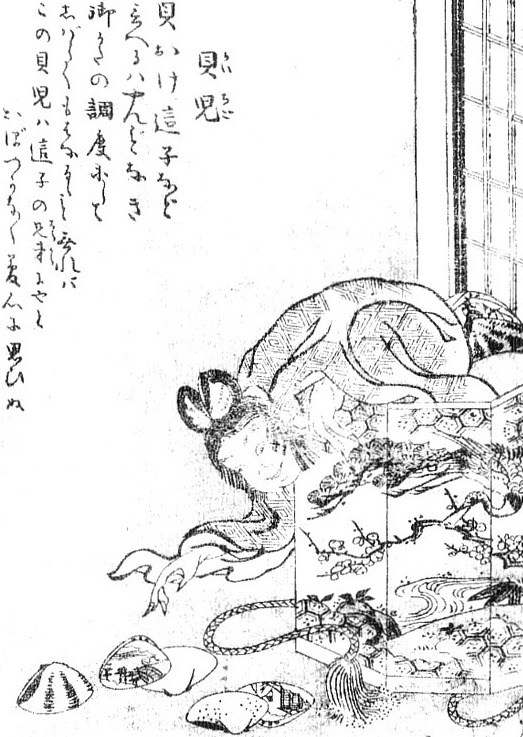
鳥山石燕《百器徒然袋》裡的貝兒

贝儿是鳥山石燕的妖怪画集《百器徒然袋》出現的日本妖怪。是從貝桶（かいおけ）變化成的付喪神。

## 概要
贝桶，是在从日本的中世纪流傳至江户时代的游戏「貝殼配對」（貝合わせ）與「藏貝殼」（貝覆い）中所使用的裝貝殼容器，而在圖画中所畫的是從貝桶爬出來的小孩模樣妖怪。畫裡所寫的解說有「這個貝兒打算給予其兄弟『這子』令人安心的夢境（この貝児は這子の兄弟にやと、おぼつかなく夢心に思ひぬ）」的文字，其中提到的「這子」（はいこ）是作為幼儿的护身符使用的一種外觀為張開四肢爬行的幼兒之人偶，鳥山石燕將貝兒視為「這子」的兄弟。
在现代，則有將之視為是玩腻而不再使用的貝殼妖化的結果，或是由於過去貝桶是母亲傳給女儿的珍貴嫁妝之一，而自古以来嫁妝是母女間持續傳承的，然而經過了數百年之後這些嫁妝便不再珍貴，所以便自這經歷長久歲月的貝桶生出此種妖怪……等等的說法。
而由於贝儿這個妖怪的由來並沒有明确的传承記錄，所以也有這只是鳥山石燕的創作的说法。